# Zwarte acaciamier
De zwarte acaciamier (Pseudomyrmex gracilis) is een mierensoort uit de onderfamilie van de Pseudomyrmecinae. De wetenschappelijke naam van de soort is voor het eerst geldig gepubliceerd in 1804 door Fabricius.